# 印旛沼新田
印旛沼新田（いんばぬましんでん）は、千葉県印旛郡酒々井町の大字。2017年11月1日現在の人口は0人。郵便番号285-0900。

## 施設
北は成田市下方、北東は柏木、東は上岩橋、南東は中川、南は酒々井、南東は佐倉市大佐倉、西は佐倉市大佐倉干拓、北西は印西市平賀干拓に隣接している。
- 中川干拓機場